# Hyparrhenia madaropoda
Hyparrhenia madaropoda är en gräsart som beskrevs av Clayton. Hyparrhenia madaropoda ingår i släktet Hyparrhenia och familjen gräs. Inga underarter finns listade i Catalogue of Life.